# 凯尔索修道院
凯尔索修道院（Kelso Abbey）是苏格兰凯尔索的一座废弃修道院。12世纪由来自蒂龙的修士建立。它俯瞰特威德河和特维奥特河交汇处，这里曾经是罗克斯堡皇家自治市镇，即当时苏格兰王国的南部中心，因此凯尔索修道院在当时也极富权势。
14世纪，罗克斯堡成为英格兰军队周期性攻击和占领的目标，修道院多次幸免，但到16世纪中叶，终于沦为废墟。

## 历史

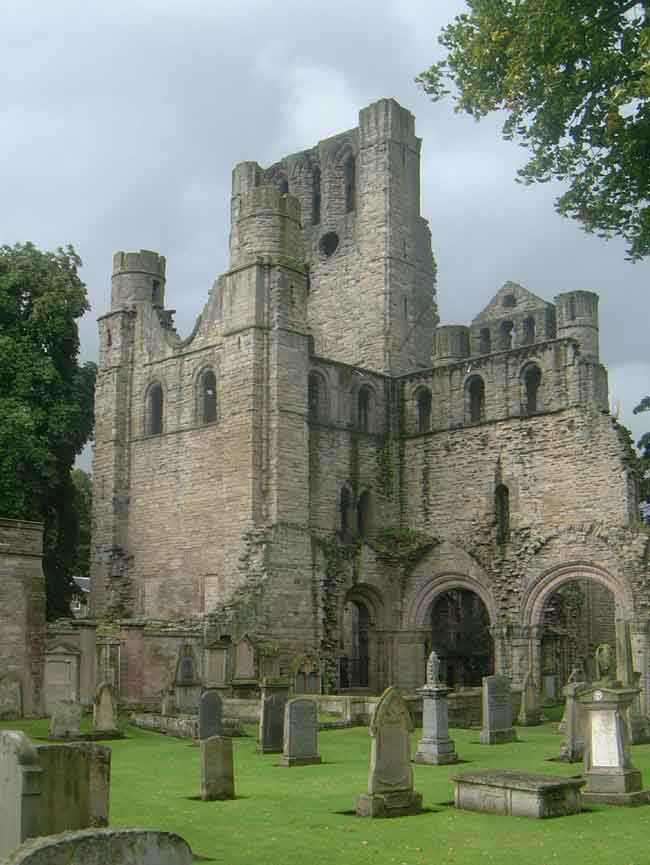
凯尔索修道院西部塔楼遗址

1128年，凯尔索修道院由一群蒂龙修士建立，他们于1113年在大卫一世的资助下刚刚抵达苏格兰。
到1143年，修道院基本完工，开始供奉圣母和圣约翰。大卫一世的儿子亨利去世后，于1152年安葬于此。
凯尔索修道院的地位迅速上升，由于在英蘇邊界拥有大量土地，也积累了大量财富。1160年至1180年间担任修道院长的约翰成为苏格兰第一个获得主教冠的修道院长。
不过由于边境战乱频仍、苏格兰国内局势动荡，修道院最终还是化为废墟。1540年代粗暴求婚战役中，它和梅尔罗斯修道院等苏格兰南部修道院一同成为英格兰军队攻击的目标。
1560年蘇格蘭宗教改革运动中，修道院制度遭到废除，凯尔索修道院遭到解散。之后一小部分修士可能还在这里生活了一些年头，但最终仍在1587年正式宣布放弃。之后其建筑仍被人使用了一段时间，第五代博思韦尔伯爵弗朗西斯·斯图尔特在修道院就有一幢别墅，詹姆斯六世曾于1591年1月到访。